# Дортикос, Юниэль
Юниэль Дортикос Пао (исп. Yuniel Dorticós Pao; род. 11 марта 1986, Гавана, Куба) — кубинский боксёр-профессионал, выступающий в первой тяжёлой весовой категории. Среди профессионалов бывший чемпион мира по версии IBF (2019—2020), регулярный чемпион мира по версии WBA (2017—2018) и временный чемпион мира по версии WBA (2016—2017) в 1-м тяжелом весе.
Лучшая позиция по рейтингу BoxRec — 2-я (март 2020) и является 2-м среди кубинских боксёров первой тяжёлой весовой категории, а по рейтингам основных международных боксёрских организаций: 7-ю строку WBC, 8-ю в рейтинге WBO, — входя в ТОП-20 лучших боксёров первого тяжёлого веса.

## Любительская карьера
У Дортикоса была успешная и длительная любительская карьера. На любительском ринге Юниэль провёл 257 поединков.
- 2002. Победитель национального чемпионата среди школьников (38.Cuban School National Games Sancti Spiritus).
- 2003. Четвертьфиналист чемпионата Кубы (до 75 кг), проиграл Йорданису Деспейну, участник международного турнира в России, проиграл украинцу Исмаилу Силлаху
- 2004. Принял участие на Юношеском чемпионате мира в весовой категории до 75 кг. Проиграл досрочно во втором отборочном бою, россиянину, Дмитрию Чудинову. Четвертьфиналист национального чемпионата, проиграл Уильяму Ордасу.
- 2005. Перешёл в весовую категорию до 81 кг. Серебряный призёр национального чемпионата (победил Осмая Акосту,Даниэля Лески, Йоандри Масео, и в финале проиграл Ясиелю Наполису). Победитель международного турнира Bolivarian Alternative Games. (победил колумбийца Элейдера Альвареса и кубинца Исмаикеля Переса). Участник Кубка Мира, проиграл нокаутом в третьем отборочном поединке, казахстанцу Ердосу Джанаберегенову.
- 2006. Серебряный призёр национального чемпионата проиграл в финале Ясиелю Наполису. Участник кубка мира, победил в трёх поединках, в четвёртом проиграл досрочно российскому боксёру, Артуру Бетербиеву.
- 2007. Серебряный призёр национального чемпионата, в четвертьфинале победил Эрисланди Савона, проиграл в финале Ясиелю Наполису.
- 2008. Бронзовый призёр национального чемпионата проиграл в полуфинале Хулио Сесару да ла Крусу.

## Профессиональная карьера
На профессиональном ринге Дортикос дебютировал в августе 2009 года в США в первой тяжёлой весовой категории.
Первые годы проводил бои против малоизвестных боксёров и джорнименов. Дортикос нокаутировал колумбийца Эпифанио Мендосу и американца Вилли Херринга, а в 2011 году завоевал региональный латиноамериканский титул WBC, в бою с эквадорцем Ливином Кастильо.
В феврале 2014 года, в своём 16-м поединке, Дортикос нокаутировал в первом раунде небитого ранее бразильца, Гамильтона Вентуру (13-0) и завоевал временные латиноамериканские титулы по версиям WBC и WBA.
Менее чем через два месяца Дортикос записал в свой актив 17-ю досрочную победу подряд, нокаутировав в 4-м раунде американца Эрика Филдса (24-2).
10 июля 2014 года Юньер победил по очкам колумбийца Эдисона Миранду. Миранда стал первым боксёром, кто сумел продержаться весь поединок на профи ринге против Дортикоса.
6 марта 2015 года Дортикос должен был встретиться с российским боксёром Муратом Гассиевым. Однако бой был отменён.

#### Бой с Йоури Каленгой
20 мая 2016 года победил техническим нокаутом французского боксёра, конголезского происхождения Йоури Каленгу (22-2, 15 KO) и завоевал вакантный титул временного чемпиона мира по версии WBA. Позже, в июне 2017 года стало известно, что обладатель регулярного титула Бейбут Шуменов был лишён титула и завершил карьеру, а Дортикос был переведён в статус регулярного чемпиона.

### Участие в турнире WBSS
В 2018 году принял участие во Всемирной боксёрской супер серии

#### Бой с Дмитрием Кудряшовым
8 июля 2017 года в Монако был определён соперник Дортикоса для первого (четвертьфинального) боя в турнире. Им стал российский нокаутёр Дмитрий Кудряшов. Бой состоялся 23 сентября в Техасе, США. Первый раунд не был богат событиями. Дортикос действовал с дистанции, Кудряшов обозначил намерение работать по корпусу соперника. Несколько силовых выпадов с обеих сторон не были успешными. С началом второго раунда Дортикос начал активно атаковать Кудряшова двойками, сумев прижать его к канатам. Дмитрий пытался контратаковать, но с малым успехом. Затем действие вновь переместилось в центр ринга, и Дортикос продолжил атаки, на которые иногда следовали медленные и предсказуемые ответы Кудряшова.
Вскоре кубинец нанёс точный правый боковой, на который Дмитрий попытался ответить левым хуком, но промахнулся. Дортикос быстро воспользовался ошибкой соперника и нанёс точный правый прямой, после которого Кудряшов упал на настил. Он выглядел потрясённым и не смог нормально встать до окончания отсчёта. Рефери зафиксировал технический нокаут в пользу кубинца.

#### Объединительный бой с Муратом Гассиевым
В начале 2018 года состоялся полуфинал Всемирной боксёрской супер серии. В этом поединке встретились чемпионы мира по боксу. Юниер Дортикос (WBA) и Мурат Гассиев (IBF). Поединок состоялся в России, Сочи. Первые две трети поединка бой складывался довольно конкурентно, но ближе к концу боя, Гассиев стал больше прессинговать кубинского боксёра отправил его дважды в нокдаун. Дортикос не смог достоять до финального гонга и проиграл нокаутом в 12-м раунде российскому боксёру Мурату Гассиеву.

### Участие в турнире WBSS 2
15 июня 2019 года состоялись полуфинальный поединок 2-го сезона Всемирной боксёрской супер серии между Юниэлем Дортикосом и небитым американцу Эндрю Табити (17-0) за вакантный титул чемпиона мира по версии IBF. Поединок проходил с переменным успехом и завершился досрочной победой Дортикоса нокаутом в 10-м раунде.

#### Бой с Хильберто Рамиресом
В янавре 2025 года WBA выпустила официальное постановление — Чемпион WBA Хильберто Рамирес должен провести обязательную защиту против давно ожидающего боя за пояс претендента Дортикоса. Противостояние состоялся 28 июня 2025 года в Анахайме (США). На ставке боя было сразу два пояса WBA и WBO. В первом раунде чемпион выглядел быстрее и точнее. Однако кубинский претендент смог навязать Рамиресу свой план: обмен ударами и силовое противостояние. В этих компонентах он выглядел лучше. За счёт этого Дортикос смог сделать первую часть боя равной. С середины Рамирес увеличил темп боя и использовал свои сильные качества. Работа ног, скорость, выносливость - оставались за чемпионом. Юниэль начал уставать, заряжаться на одиночные удары. В 10-м раунде с него было снято очко за удары ниже пояса. Последние два раунда боксеры поделили между собой. 11-й был за претнеднтом, а финаьный за чемпионом. Счёт двоих судей 115—112 справдлив. Третий поставил 117—111.

## Статистика профессиональных боёв
В таблице перечислены результаты всех поединков боксёров.
В каждой строке указан результат поединка. Дополнительно номер поединка обозначен цветом, который обозначает итог поединка. Расшифровка обозначений и цветов представлена в нижеследующей таблице.
| Пример | Расшифровка                     |
| ------ | ------------------------------- |
|        | Победа                          |
|        | Ничья                           |
|        | Поражение                       |
|        | Планируемый поединок            |
|        | Поединок признан несостоявшимся |
| КО     | Нокаут                          |
| ТКО    | Технический нокаут              |
| PTS    | Решение судей (по очкам)        |
| UD     | Единогласное решение судей      |
| MD     | Решение большинства судей       |
| SD     | Раздельное решение судей        |
| RTD    | Отказ от продолжения боя        |
| DQ     | Дисквалификация                 |
| NC     | Поединок признан несостоявшимся |

| 30 поединков, 27 побед (25 нокаутом), 3 поражения. | 30 поединков, 27 побед (25 нокаутом), 3 поражения. | 30 поединков, 27 побед (25 нокаутом), 3 поражения. | 30 поединков, 27 побед (25 нокаутом), 3 поражения. | 30 поединков, 27 побед (25 нокаутом), 3 поражения.                | 30 поединков, 27 побед (25 нокаутом), 3 поражения. | 30 поединков, 27 побед (25 нокаутом), 3 поражения. |
| Бой                                                | Рекорд                                             | Дата                                               | Соперник                                           | Место боя                                                         | Результат                                          | Комментарии |
| -------------------------------------------------- | -------------------------------------------------- | -------------------------------------------------- | -------------------------------------------------- | ----------------------------------------------------------------- | -------------------------------------------------- | --- |
| 27                                                 | 25(23)-2                                           | 20 ноября 2021                                     | Джесси Брайан (20-5-2)                             | Manual Artime Community Center Theater, Майами, Флорида, США      | TKO 2 (10), 0:35                                   | |
| 26                                                 | 24(22)-2                                           | 26 сентября 2020                                   | Майрис Бриедис (26-1)                              | Вещательный центр Plazamedia, Мюнхен, Бавария, Германия           | MD (12)                                            | Счёт: 114-114, 111-117 (дважды). Потерял титула чемпиона мира по версии IBF (1-я защита Дортикоса) в 1-м тяжёлом весе. Финал турнира WBSS 2.                                                        |
| 25                                                 | 24(22)-1                                           | 15 июня 2019                                       | Эндрю Табити (17-0)                                | Арена Рига, Рига, Латвия                                          | KO 10 (12), 2:33                                   | Завоевал вакантный титул чемпиона мира по версии IBF. Полуфинал турнира WBSS 2. |
| 24                                                 | 23(21)-1                                           | 20 октября 2018                                    | Матеуш Мастернак (41-4)                            | CFE Arena, Орландо, Флорида, США                                  | UD (12)                                            | Счёт: 116-112, 115-113 (дважды). Четвертьфинал турнира WBSS 2. |
| 23                                                 | 22(21)-1                                           | 3 февраля 2018                                     | Мурат Гассиев (25-0)                               | ЛД «Большой», Сочи, Россия                                        | TKO 12 (12), 2:43                                  | Объединительный бой за титулы чемпиона мира по версиям WBA (2-я защита Дортикоса) и IBF (2-я защита Гассиева) в 1-м тяжёлом весе. Полуфинал турнира WBSS. Дортикос дважды в нокдауне в 12-м раунде. |
| 22                                                 | 22(21)-0                                           | 23 сентября 2017                                   | Дмитрий Кудряшов (21-1)                            | Alamodome, Сан-Антонио, Техас, США                                | TKO 2 (12), 2:10                                   | Защитил титул регулярного чемпиона мира по версии WBA (1-я защита Дортикоса) в 1-м тяжёлом весе. Четвертьфинал первого сезона Всемирной боксёрской супер серии.                                     |
| 21                                                 | 21(20)-0                                           | 20 мая 2016                                        | Йоури Каленга (22-2)                               | Palais des Sports, Париж, Франция                                 | TKO 10 (12), 2:54                                  | Завоевал титул временного чемпиона мира по версии WBA в 1-м тяжёлом весе. Каленга в нокдауне во 2-м раунде.                                                                                         |
| 20                                                 | 20(19)-0                                           | 12 декабря 2015                                    | Фульхенсио Суньига (27-11-1)                       | Ring of Dreams Boxing Gym, Уинстон-Сейлем, Северная Каролина, США | TKO 2 (10), 1:44                                   | |
| 19                                                 | 19(18)-0                                           | 17 июля 2015                                       | Гален Браун (43-30-1)                              | Kissimmee Civic Center, Киссимми, Флорида, США                    | TKO 1 (10), 2:29                                   | Защитил титул WBC Latino в 1-м тяжёлом весе. |
| 18                                                 | 18(17)-0                                           | 10 июля 2014                                       | Эдисон Миранда (35-9)                              | Американ-эйрлайнс-арена, Майами, Флорида                          | UD (10)                                            | Счёт: 99-91, 100-90 (дважды). Защитил титул WBC Latino в 1-м тяжёлом весе. |
| 17                                                 | 17(17)-0                                           | 16 апреля 2014                                     | Эрик Филдс (24-2)                                  | Barker Hangar, Санта-Моника, Калифорния                           | KO 4 (10), 2:59                                    | Защитил титулы WBA Fedelatin и WBC Latino в 1-м тяжёлом весе. |
| 16                                                 | 16(16)-0                                           | 28 февраля 2014                                    | Гамильтон Вентура (13-0-1)                         | Crowne Plaza Hotel, Сан-Диего, Калифорния, США                    | TKO 1 (10), 2:19                                   | Завоевал титул WBA Fedelatin и защитил титул WBC Latino в 1-м тяжёлом весе. Вентура трижды в нокдауне.                                                                                              |
| 15                                                 | 15(15)-0                                           | 13 июля 2013                                       | Кит Барр (10-3)                                    | Hollywood Park Casino, Инглвуд, Калифорния, США                   | KO 2 (8), 1:19                                     | |
| 14                                                 | 14(14)-0                                           | 22 февраля 2013                                    | Вилли Херринг (14-12-3)                            | Community Center, Палм-Бей, Флорида, США                          | TKO 3 (6), 2:59                                    | |
| 13                                                 | 13(13)-0                                           | 18 ноября 2011                                     | Ливин Кастильо (16-9)                              | Miami Airport Convention Center, Майами, Флорида, США             | TKO 3 (10), 1:05                                   | Завоевал вакантный титул WBC Latino в 1-м тяжёлом весе. |